# Сахнов, Владимир Николаевич
Владимир Николаевич Сахнов (род. 25 апреля 1961 года) — советский лыжник, вице-чемпион Олимпийских игр 1988 и чемпионата мира 1987 года, мастер спорта СССР (1984), мастер спорта СССР международного класса (1988), заслуженный тренер Республики Казахстан.

## Спортивная карьера
Лучшим достижением Владимира Сахнова является серебряная медаль Олимпийских игр 1988 в Калгари в эстафете. Он также участвовал в Олимпийских играх 1984, где показал 4 результат в гонке на 30 км.
На чемпионате мира 1987 года в Оберстдорфе он также стал серебряным призёром в эстафетной гонке 4×10 км. Лучший результат в личных гонках: 6 место на дистанции 50 км в 1987 там же в Оберстдорфе.
Лучшие результаты на этапах Кубка мира — дважды 2 место на дистанции 50 км — в Осло (1985) и Оберстдорфе (1986).
Чемпион СССР 1982, 1984, 1986 годов на дистанции 50 км, 1987 года в эстафете сборной Вооружённых Сил. Обладатель Кубка СССР 1989 года. Чемпион СССР среди юниоров 1981 года, победитель турнира «Дружба» 1980 года в эстафетной гонке. Абсолютный победитель Спартакиады дружественных армий 1985 года (на дистанциях 15, 30 км и в эстафете).

## Биография
Родом из деревни Каменка, недалеко от села Балкашино (ныне Сандыктауский район Акмолинской области) Казахстана. В детстве простудился и заболел ревматизмом сердца. С отличием окончил Петровскую восьмилетнюю школу в 1976 году. Поступил в Боровской сельскохозяйственный техникум в Щучинске (ныне — Высший колледж лесного хозяйства, экологии и туризма), где начал заниматься лыжами у преподавателя физкультуры Альберта Павловича Смагина, в 1979 году попал в юниорскую сборную СССР.
После завершения спортивной карьеры в 1989 году Сахнов работал тренером по лыжным гонкам в родном Казахстане, в 1993—1999 и в 2012—2015 годах был главным тренером национальной команды Республики Казахстан по лыжным гонкам, в 2003 году — главным тренером национальной команды по биатлону.

## Интересные факты
На родине спортсмена (райцентр Балкашино) ежегодно проводится «Белый марафон» посвящённый Владимиру Сахнову. Представляющий собой соревнования по лыжным гонкам для всех возрастных групп (от детей до ветеранов).